# Detective Comics 27
Detective Comics #27 de maio de 1939 foi um marco histórico dos quadrinhos, pois foi a edição da revista Detective Comics que apresentou a primeira aparição do Batman, criado por Bob Kane e Bill Finger.

## A criação de Batman
Em 1939, o sucesso de Superman em Action Comics levou os editores da divisão de quadrinhos da National Publications (futura DC Comics) a pedirem mais super-heróis para seus títulos. Em resposta, Bob Kane e Bill Finger criaram o "Bat-Man." O roteirista Bill Finger recordou que 
| “ | Kane teve uma ideia para um personagem chamado 'Batman' (Homem-Morcego), e ele queria que eu visse seus desenhos. Fui até Kane e ele tinha desenhado um personagem que se parecia muito com o Superman ... calças justas vermelhas, creio, com botas ... sem luvas, sem luvas ... com uma pequena máscara de carnaval, balançando em uma corda. Ele tinha duas asas rígidas que pareciam asas de morcego. E sob ele um grande sinal ... BATMAN. | ” |
|   | — Bill Finger. |   |

Finger sugeriu mudanças para o personagem: um capuz ao invés de uma máscara de carnaval, uma capa em vez de asas, luvas e retirar as partes vermelhas do traje original.
Finger disse que criara o nome de Bruce Wayne para a identidade secreta da personagem. "A primeira inspiração para o nome de Bruce Wayne veio de Robert Bruce, o patriota escocês. Bruce, que é um playboy, deveria ter uma ascendência nobre. Queria um nome que sugerisse a guerra contra o colonialismo. Tentei Adams, Hancock ... então pensei em "Mad"Anthony Wayne.
Mais tarde, Finger admitira que suas sugestões foram influenciados por O Fantasma de Lee Falk, um personagem de tiras de jornal com qual Kane estava bem familiarizado.
Vários aspectos da personalidade de Batman, a história do personagem, seu design visual e equipamentos foram inspirados na cultura popular dos anos 1930, incluindo filmes, revistas pulp, histórias em quadrinhos, manchetes de jornais, e até mesmo características de Kane. Kane repercutiu especialmente a influência dos filmes "The Mark of Zorro" (1920) e "The Bat Whispers" (1930) na criação da iconografia associada com o personagem, enquanto Finger se inspirou em personagens literários como Doc Savage, O Sombra e Sherlock Holmes, incluindo em sua descrição de Batman as aptidões de mestre-detetive e cientista.
Kane, em sua autobiografia de 1989, detalha as contribuições de Finger para a criação de Batman:
Kane abdicou dos direitos do personagem em troca de, entre outras compensações, uma assinatura obrigatória em todas as histórias do Batman. Esta assinatura não foi, originalmente, a frase "Batman criado por Bob Kane". Seu nome era simplesmente escrito na página-título de cada história. A frase desapareceria das história em quadrinhos em meados da década de 1960, quando se passou a darem créditos para os artistas de cada história. No final dos anos 1970, quando Jerry Siegel e Joe Shuster começaram a receber o crédito com a frase "criado por" sobre os títulos do Superman, assim como William Moulton Marston com a assinatura da criação da Mulher Maravilha, as histórias do Batman começaram a receber a frase: "Criado por Bob Kane", além de outros créditos.
Finger não recebeu o mesmo reconhecimento de Kane. Apesar de ser creditado por outros trabalhos para DC desde os anos 1940, começou, na década de 1960, a brigar para receber o reconhecimento por sua contribuição em Batman. Na sessão das cartas de Batman # 169 (fevereiro de 1965), por exemplo, contestou o nome do editor Julius Schwartz como o criador do Charada, um dos vilões recorrentes do Batman. No entanto, o contrato de Finger o deixava apenas com os "royaltes" da página e sem assinatura. Kane escreveu: "Bill estava desanimado com a falta de grandes realizações em sua carreira. Ele sentiu que não tinha usado o seu potencial criativo ao máximo e que o sucesso já tinha passado por ele." No momento da morte de Finger em 1974, a DC ainda não o creditava oficialmente como co-criador de Batman. Em 2014, a editora passou a credita-lo como criador na edição comemorativa de Detective Comics #27, em 2015, a Warner Bros. e a DC Entertainment anunciaram que Finger seria creditado também nos filmes e séries de televisão.

### The Case of the Chemical Syndicate
"The Case of the Chemical Syndicate" (traduzido pela Panini Comics como "O caso da sociedade química") é o título da história escrita por Bill Finger e desenhada por Bob Kane publicada em Detective Comics # 27 (maio de 1939). Finger disse, "Batman foi originalmente escrito no estilo dos "pulps", e esta influência fica evidente quando o herói mostra remorso logo após matar ou mutilar os criminosos. Batman provou ser um personagem de sucesso, e ganhou um título próprio em 1940. Ainda assim continuou a ter histórias publicadas em Detective Comics. Nessa época, a Nacional foi a editora mais influente e rentável da indústria; Batman e outro herói da editora, Superman, foram os pilares do sucesso da empresa. 
Os dois personagens foram apresentados lado a lado, como as estrelas da revista World's Finest Comics, que originalmente se chamava World's Best Comics, lançada no outono de 1941. Entre os artistas estavam Jerry Robinson e Dick Sprang que também trabalhavam produzindo tiras para a editora durante este período.